# Francis Bellamy
Pour les articles homonymes, voir Bellamy.
Francis Julius Bellamy (18 mai 1855 – 28 août 1931) est un socialiste,, pasteur protestant et écrivain américain, auteur du Pledge of Allegiance, le Serment d'allégeance au drapeau des États-Unis.